# 藤原実秀 (参議)
三条 実秀（さんじょう さねひで）は、鎌倉時代後期から南北朝時代 (日本)にかけての公卿。参議、従二位。父は非参議正二位三条公兼、母は正二位左中将月輪経家女。

## 経歴
以下、『公卿補任』及び『尊卑分脈』に基づいて記述する。
- 弘安4年（1281年）1月5日、従五位下に叙される。
- 弘安8年（1285年）1月5日、従五位上に昇叙。
- 弘安11年（1288年）2月10日、侍従に任ぜられる。
- 正応2年（1289年）3月11日、正五位下に昇叙。
- 正応4年（1291年）12月21日、右少将に任ぜられる。
- 永仁4年（1296年）1月5日、従四位上に昇叙。
- 永仁5年（1297年）10月25日、右少将に還任。
- 永仁7年（1299年）3月24日、正四位下に昇叙。
- 嘉元4年（1306年）11月27日、右中将に転任。
- 延慶4年（1311年）3月30日、備前権介を兼ねる。
- 応長元年（1311年）8月7日、従三位に叙される。
- 正和2年（1312年）10月11日、弾正大弼に任ぜられる[1]。
- 正和5年（1316年）1月5日、正三位に昇叙。同年12月14日、弾正大弼を止める。
- 文保2年（1318年）2月11日、参議に任ぜられる。同年4月14日、参議を辞す。同年5月4日、本座を許される。
- 正慶元年（1332年）1月5日、従二位に昇叙。
- 正慶2年（1333年）5月17日、後醍醐天皇重祚により正三位に戻される。
- 建武3年（1336年）従二位に復位されたか[2]。
- 暦応2年（1339年）11月25日、薨去。

## 系譜
- 父：三条公兼（1240年 - 1312年）
- 母：月輪経家女
- 妻：不詳
  - 女子：季賢
  - 男子：公広